# Micro Crystal
Die Micro Crystal AG mit Sitz in Grenchen ist ein international tätiger Schweizer Hersteller von Schwingquarzen und einziger Hersteller von Uhrenquarzen ausserhalb Asiens. Das im Jahre 1978 gegründete Unternehmen gehört zur Swatch Group und beschäftigt weltweit 750 Mitarbeiter in zehn Ländern. Micro Crystal hat seinen Ursprung in einem Geschäftsbereich der ETA SA. Die Produktion erfolgt sowohl in der Schweiz als auch in China und Thailand, das Logistikzentrum befindet sich in Grenchen.
Die Hauptproduktlinie von Micro Crystal bilden Uhrenquarze mit einer Frequenz von 32.768 kHz. Die Serienproduktion temperaturkompensierter Uhrenmodule wurde 2013 aufgenommen. Hauptabnehmer der Schwingquarze sind Hersteller von Mobiltelefonen und Quarzuhren. Medizinische Anwendungen (Defibrillatoren) und Implantate (Herzschrittmacher, Neurostimulatoren) sind ein weiterer Markt.